# Kamenná (České Budějovice-i járás)
Kamenná település Csehországban, a České Budějovice-i járásban. Kamenná Žár, Slavče, Trhové Sviny, Čížkrajice, Horní Stropnice és Benešov nad Černou településekkel határos. Lakosainak száma 334 fő (2024. január 1.).

## Népesség
A település lakosságának változását az alábbi diagram mutatja:
| Lakosok száma | 774  | 777  | 782  | 344  | 267  | 264  | 288  | 291  | 314  | 334  |
|               | 1869 | 1890 | 1921 | 1950 | 1980 | 2001 | 2017 | 2019 | 2022 | 2024 |